# 6792 Akiyamatakashi
6792 Akiyamatakashi eller 1991 WC är en asteroid i huvudbältet som upptäcktes den 30 november 1991 av de båda japanska astronomerna Toshimasa Furuta och Makio Akiyama vid Susono-observatoriet. Den är uppkallad efter Takashi Akiyama.